# Roy Mayorga
Roy Mayorga (New York, 1970. április 6. –) a Stone Sour együttes dobosa.

## Történet
Kezdetben egy Thorn nevű zenekarban, ezt követően pedig a brazil thrash metal zenekarban, a Soulflyban dobolt.
2005-ben meghívták a Roadrunner United-ba, hogy segítsen elkészíteni a csoportosulás The All-Star Sessions albumát, így három Dino Cazares (ex-Fear Factory) által írt számban, a „The Enemy”-ben, a „The End”-ben, és a „Baptized in the Redemption”-ben őt lehet hallani a dobok mögül. A „The End”-hez készült klipben is szerepel.
2006-ban ideiglenesen beugrott a Sepultura-ba Igor Cavalera helyett a zenekar dobos posztját betölteni a zenekar európai turnéjának erejéig.
2006. május 10-én hivatalosan is megerősítették, hogy belépett a Stone Sourba, mivel a zenekar eredeti dobosa, Joel Ekman családi okok miatt kilépett a zenekarból. A zenekar augusztus 1-jén adta ki a második albumát Come What(ever) May címmel.